# Friedrich Nietner
Carl Friedrich Nietner (* 8. Juni 1766 in Niederschönhausen; † 12. Januar 1824 in Potsdam) war ein Königlicher Hofgärtner in Caputh und am Neuen Palais im Potsdamer Park Sanssouci.

## Leben und Wirken
Wie sein zehn Jahre älterer Bruder Christian gehörte Friedrich Nietner zur zweiten Generation Hofgärtner der Familie Nietner. Er wurde in Niederschönhausen geboren, wo sein Vater Johann Joseph Nietner dieses Amt später bekleidete. Seine Mutter Anna Catharina, geborene Sello, stammte ebenfalls aus einer Gärtnerfamilie, die wie die Nietners über viele Generationen als Hofgärtner in königlichen Diensten stand.
Als sein Bruder Christian 1795 die Nachfolge des Vaters in Niederschönhausen antrat, übernahm Friedrich Nietner dessen Stelle als Planteur in der Schönholzer „Königin-Plantage“. Nachdem Friedrich Wilhelm III. das Areal 1802 verkauft hatte, ging Nietner nach Steinhöfel in die Dienste des Oberhofmarschalls und Intendanten der königlichen Schlösser und Gärten Valentin von Massow (1752–1817), der das Landgut wenige Jahre zuvor in eine Ornamental Farm nach englischem Vorbild hatte umgestalten lassen. 
Nach achtjähriger Tätigkeit auf dem Massow’schen Gutsbesitz bekam Nietner 1810 die Hofgärtnerstelle in Caputh angeboten, wo seit dem Ende des 18. Jahrhunderts eine Baumschule angelegt war. Nach dem Tod des Hofgärtners Johann Wilhelm Busch (1746–1812), der das Gartenrevier am Neuen Palais verwaltete, übernahm Nietner 1812 dessen Amt im Potsdamer Park Sanssouci. Zu seinen Aufgaben gehörte unter anderem die Versorgung des Schlosses mit frischem Obst und Gemüse, die Betreuung der Pflanzen in der dortigen Orangerie, in der Plantage hinter den Communs und in den acht Obstquartieren auf der Gartenseite des Palais. Außerdem war er für den Weinberg und die Obstbäume auf dem Klausberg zuständig, der im Norden an den Park Sanssouci grenzt.
Friedrich Nietner betreute das Revier am Neuen Palais bis zu seinem Lebensende. Als er mit 57 Jahren starb, wurde er auf dem Bornstedter Friedhof beigesetzt.

## Familie
Friedrich Nietner war mit Johanna Luise (um 1778–1848) verheiratet, die Tochter des Berliner Gastwirts Thomas Thume. Von seinen sieben Kindern erlernten zwei Söhne den Gärtnerberuf und wurden zum Hofgärtner berufen. Der 1796 geborene Friedrich Eduard in Monbijou und in der Melonerie im Park Sanssouci sowie der 1802 geborene Wilhelm in Schwedt und als Nachfolger seines Bruders in der Melonerie von Sanssouci.